# Annelie Leitner
Annelie Leitner (* 15. Juni 1996 in Graz) ist eine österreichische Fußballspielerin und A-Nationalspielerin.

## Leben
Annelie Leitner wurde in Graz geboren und wuchs im Lungau und in der Stadt Salzburg auf. Im Jahr 2009 nahm ihr Vater eine Anstellung als Lehrer in Guatemala an, in deren Hauptstadt sie die Österreichische Schule Guatemala besuchte. In Bloomington im US-Bundesstaat Indiana besuchte sie von 2014 bis 2018 das College und erwarb den akademischen Grad Bachelor im Hauptfach Sportmanagement und Marketing.

### Vereine
Ihr Vereinslaufbahn startete sie 2004 beim SC Tamsweg, 2006 wechselte sie zum 1. Salzburger SK 1919. In Guatemala spielte sie für Pares-Unifut in der Frauenliga. 2013 kehrte sie für ein Jahr nach Österreich zurück und spielte in St. Pölten für den ASV Spratzern; mit dem Verein gewann sie am 8. Juni 2013 das Finale um den ÖFB Ladies Cup. Während ihres vierjährigen Studiums an der Indiana University Bloomington bestritt sie für das Sport-Team, die Hoosiers, 75 Meisterschaftsspiele in der Big Ten Conference, in denen sie neun Tore erzielte. Am 12. Juni 2018 unterschrieb sie einen Vertrag mit dem Hwacheon KSPO WFC, einem Fußballfranchise aus Hwacheon, Südkorea für die Spielzeit 2019. Danach wechselte sie nach Israel zu Maccabi Kishronot Hadera.
Weitere Stationen waren die spanischen Zweitligavereine Saragossa CFF (2020–2022) und DUX Logroño (2022/23). Am 7. Juli 2023 wurde ihre Verpflichtung auf der Website des spanischen Erstligisten SD Eibar öffentlich. Ihr Debüt für den Verein gab sie am 13. September 2023 beim 2:0-Sieg gegen CE Europa in der ersten Runde des nationalen Vereinspokalwettbewerb. In der Primera-División-Feminina, der höchsten Spielklasse, kam sie am 16. September 2023 (2. Spieltag) bei der 1:2-Niederlage im Heimspiel gegen den FC Levante Las Planas über 90 Minuten zu ihrem Debüt.

### Nationalmannschaft
Leitner bestritt acht Länderspiele für die U17- und sieben für die U19-Nationalmannschaft des ÖFB, in denen sie jeweils drei Tore erzielte.
Ihr Debüt für die A-Nationalmannschaft gab sie am 14. Juni 2021 in Wiener Neustadt bei der 2:3-Niederlage im Freundschaftsspiel gegen die Nationalmannschaft Italiens mit Einwechslung für Laura Feiersinger in der 82. Minute.
Für das Turnier um die UEFA Women’s Nations League 2023/24 wurde sie von ÖFB-Teamchefin Irene Fuhrmann im November 2023 erneut für zwei Spiele der Gruppenphase gegen die Nationalmannschaften Frankreichs und Norwegens berufen. Allerdings muss sie verletzungsbedingt absagen, für sie wurde Claudia Wenger nachnominiert.

## Erfolge
- Österreichischer Cupsieger 2013

## Sonstiges
Leitner äußerte sich seinerzeit über ihren größten sportlichen Erfolg während ihrer Jugendzeit. Sie nahm im April 2011 an der Schulweltmeisterschaft im Fußball im brasilianischen Fortaleza teil, die von der International School Sport Federation für 13- bis 18-jährige Schulsportler ausgerichtet wurde. Im Turnier gelangen ihr zwei Tore, eins davon gegen den späteren Weltmeister Deutschland. Im September 2011 gehörte sie der guatemaltekischen Nachwuchsnationalmannschaft an, die an den XVI. Zentralamerikanischen Sportspielen von Codicader in El Salvador (CODICADER-Fußballmeisterschaft für Mittelamerika) teilnahm.